# 狭花凤仙花
狭花凤仙花（学名：Impatiens angustiflora）为凤仙花科凤仙花属下的一个种。

## 扩展阅读
- 維基物種上的相關：狭花凤仙花